# Pericyma albidentaria
Pericyma albidentaria is een vlinder uit de familie van de spinneruilen (Erebidae). De wetenschappelijke naam van de soort is voor het eerst geldig gepubliceerd in 1842 door  Freyer.
Deze nachtvlinder komt voor in Europa.